# Raúl Borrás
Raúl Antonio Borrás (Alcorta, Provincia de Santa Fe, 13 de junio de 1933 - Pergamino, Provincia de Buenos Aires, 25 de mayo de 1985) fue un político argentino que ejerció como ministro de Defensa durante los primeros años de la presidencia de Raúl Alfonsín.

## Biografía
Se radicó muy joven en Pergamino (provincia de Buenos Aires), donde cursó sus estudios. Siendo estudiante secundario se inclinó por la actividad política y se afilió a la Unión Cívica Radical.
Fue presidente del Concejo Deliberante de la ciudad de Pergamino. En 1964, el presidente Arturo Illia lo nombró subsecretario de Agricultura de la Nación; ejerció ese cargo hasta el golpe de Estado del 28 de junio de 1966, en que el general Juan Carlos Onganía derrocó a Illia.

## Periodismo
Durante los años siguientes se dedicó al periodismo: había sido encargado de la sección agropecuaria del diario La Voz del Plata, y colaborador del diario La Opinión (de Pergamino).
En esos años fundó y dirigió el diario Pueblo, opositor a la dictadura de Juan Carlos Onganía.

## Política
Participó en la formulación de una alternativa a la conducción tradicional del radicalismo, que determinaría, en 1972, la fundación del Movimiento de Renovación y Cambio, liderado por Raúl Alfonsín.
Fue diputado nacional entre 1973 y 1976.
Estrecho colaborador de Alfonsín, durante la Dictadura de Videla fue un firme sostenedor de su candidatura presidencial. Alfonsín lo nombró su jefe de campaña en 1983, y, tras la victoria electoral (el 30 de octubre de 1983) lo eligió para el cargo de ministro de Defensa de la Nación.
Desde el principio de su mandato apoyó la reestructuración de las Fuerzas Armadas, con la intención de desmantelar el aparato represivo organizado durante la dictadura.
Secundó al Presidente en su intención de someter a juicio a los responsables de la represión ilegal desatada durante la dictadura. Reformó el Código de Justicia Militar para posibilitar el juzgamiento de los militares por juzgados comunes, quitándolos del fuero militar, en los casos de crímenes contra civiles.

## Fallecimiento
A fines de 1984 fue intervenido de urgencia por un cáncer de pulmón, del que se recuperó para retornar su actividad política. Volvió a ser internado el 18 de mayo; falleció el 25 de mayo de 1985 en Buenos Aires.
Sus restos descansan en el Cementerio de la Recoleta, en Buenos Aires.

## Familia
Su hijo Raúl Borrás fue candidato a diputado provincial por la Unión Cívica Radical y jefe de campaña de Ricardo Alfonsín (hijo del presidente Alfonsín) en 2011.